# Tour de Wallonie
Cette course ne doit pas être confondue avec le Circuit de Wallonie et le Grand Prix de Wallonie
L'Ethias-Tour de Wallonie, du nom de son sponsor Ethias, est une course cycliste par étapes belge disputée en région wallonne. Créée en 1974, il s'est appelé alternativement Tour du Hainaut occidental (1974, 1977 à 1979, 1982 à 1989), Tour du Hainaut (1976, 1990 à 1993), Trois Jours de Péruwelz (1975), Quatre Jours du Hainaut occidental (1980 et 1981), puis Tour des Régions wallonnes en 1994 et 1995. En 1996, il s'est ouvert aux professionnels et est devenu le Tour de la Région wallonne. En 2007, il a pris le nom de Tour de Wallonie.
De 2005 à 2019, il fait partie de l'UCI Europe Tour en catégorie 2.HC. En 2020, il intègre l'UCI ProSeries, le deuxième niveau du cyclisme international.

## Palmarès

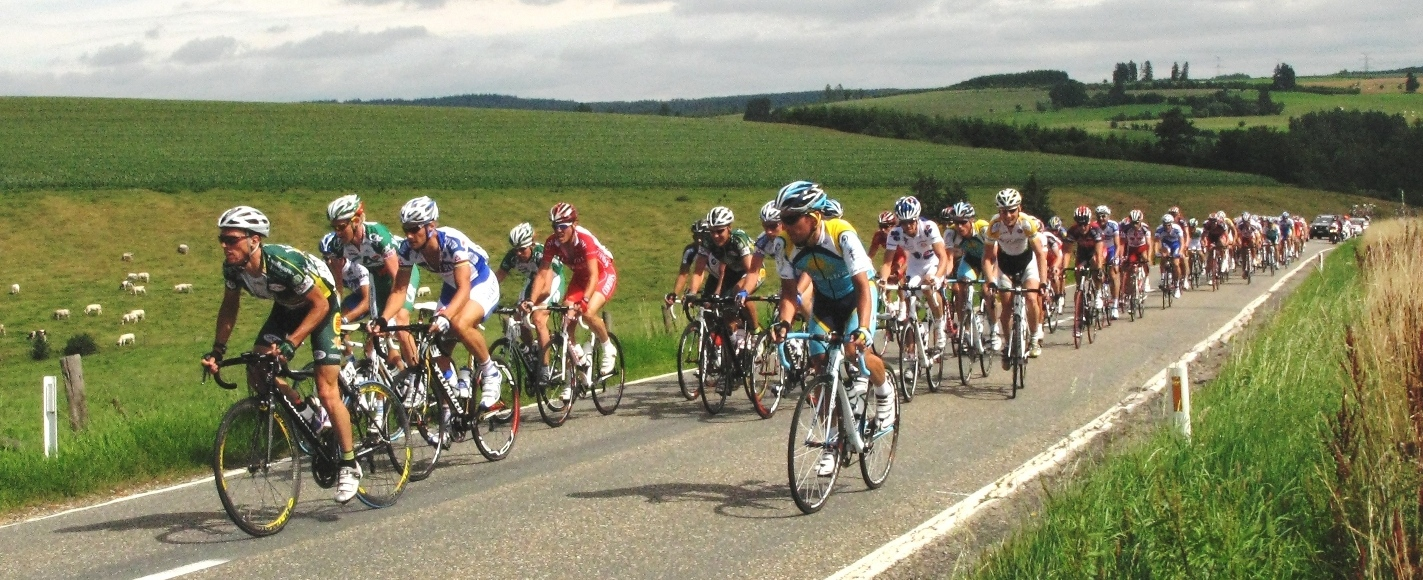
Tour de Wallonie 2008. Etape 4 avec arrivée à Houffalize

| Année                              | Vainqueur              | Deuxième           | Troisième                 |
| ---------------------------------- | ---------------------- | ------------------ | ------------------------- |
| Tour du Hainaut occidental         |                        |                    |                           |
| 1974                               | Luc Demets             | Patrick Lefevere   | Martin Balcaen            |
| Trois Jours de Péruwelz            |                        |                    |                           |
| 1975                               | Jean-Luc Vandenbroucke | Pol Verschuere     | Ferdi Van Den Haute       |
| Tour du Hainaut                    |                        |                    |                           |
| 1976                               | Pierre Leurquin        | Dirk Heirweg       | Bernard Lecocq            |
| Tour du Hainaut occidental         |                        |                    |                           |
| 1977                               | Alfons De Wolf         | Dirk Wayenberg     | Dirk Heirweg              |
| 1978                               | Jo Maas                | Hugues Cosaert     | Egbert Koersen            |
| 1979                               | Ronny Van Holen        | Mieczysław Nowicki | Rudy Cottignies           |
| Quatre Jours du Hainaut occidental |                        |                    |                           |
| 1980                               | Gerrit Van Gestel      | Marc Sergeant      | Jos Haex                  |
| 1981                               | Nico Emonds            | Eric Vanderaerden  | Marc Sergeant             |
| Tour du Hainaut occidental         |                        |                    |                           |
| 1982                               | Eric Vanderaerden      | Viktor Schraner    | Michael Maue              |
| 1983                               | Tadeusz Krawczyk       | Siegurt Muller     | Andrzej Serediuk          |
| 1984                               | Mario Kummer           | Andrzej Serediuk   | Patrick Toelen            |
| 1985                               | Uwe Ampler             | Peter Harings      | Eddy Schurer              |
| 1986                               | Maurizio Fondriest     | Bruno Bruyere      | Christian Thary           |
| 1987                               | Mario Kummer           | Olaf Ludwig        | Paul Carran               |
| 1988                               | Joost van Adrichem     | Patrick De Wael    | Harry Rozendal            |
| 1989                               | Johan Verstrepen       | Peter Farazijn     | Dominique Chignoli        |
| Tour du Hainaut                    |                        |                    |                           |
| 1990                               | Pascal Chanteur        | Gérard Picard      | Viktor Rjaksinski         |
| 1991                               | Abraham Olano          | Patrick Evenepoel  | Hervé Boussard            |
| 1992                               | Lars Teutenberg        | Martin van Steen   | Vladimir Muravskis        |
| 1993                               | Mauro Bettin           | Geert Van Bondt    | Wim Feys                  |
| Tour des Régions wallonnes         |                        |                    |                           |
| 1994                               | Joona Laukka           | Denis François     | Wim van de Meulenhof (nl) |
| 1995                               | Paolo Valoti           | Mario Aerts        | Thierry Marichal          |
| Tour de la Région wallonne         |                        |                    |                           |
| 1996                               | Thomas Fleischer       | Pascal Chanteur    | Maurizio Frizzo           |
| 1997                               | Thierry Marichal       | Nico Mattan        | Rik Verbrugghe            |
| 1998                               | Frank Vandenbroucke    | Thierry Marichal   | Ludo Dierckxsens          |
| 1999                               | Mikael Kyneb           | Marc Streel        | Andreï Tchmil             |
| 2000                               | Axel Merckx            | Björn Leukemans    | Vincent Cali              |
| 2001                               | Glenn D'Hollander      | Bert Roesems       | David Millar              |
| 2002                               | Paolo Bettini          | Luca Paolini       | Daniele Nardello          |
| 2003                               | Julian Dean            | Michele Bartoli    | Yaroslav Popovych         |
| 2004                               | Gerben Löwik           | Bert De Waele      | Christophe Agnolutto      |
| 2005                               | Luca Celli             | Olivier Kaisen     | Guido Trentin             |
| 2006                               | Fabrizio Guidi         | Nico Sijmens       | Kurt Asle Arvesen         |
| Tour de Wallonie                   |                        |                    |                           |
| 2007                               | Borut Božič            | Frédéric Gabriel   | Pietro Caucchioli         |
| 2008                               | Sergueï Ivanov         | Greg Van Avermaet  | Paolo Bettini             |
| 2009                               | Julien El Fares        | Pavel Brutt        | Alexander Kolobnev        |
| 2010                               | Russell Downing        | Marco Marcato      | Laurent Mangel            |
| 2011                               | Greg Van Avermaet      | Joost van Leijen   | Ben Hermans               |
| 2012                               | Giacomo Nizzolo        | Gianni Meersman    | Pim Ligthart              |
| 2013                               | Greg Van Avermaet      | Anthony Geslin     | Alexandr Kolobnev         |
| 2014                               | Gianni Meersman        | Silvan Dillier     | Juan José Lobato          |
| 2015                               | Niki Terpstra          | Victor Campenaerts | Sergueï Lagoutine         |
| 2016                               | Dries Devenyns         | Gianni Meersman    | Viatcheslav Kouznetsov    |
| 2017                               | Dylan Teuns            | Tosh Van der Sande | Benjamin Thomas           |
| 2018                               | Tim Wellens            | Quinten Hermans    | Pieter Serry              |
| 2019                               | Loïc Vliegen           | Tosh Van der Sande | Dries De Bondt            |
| 2020                               | Arnaud Démare          | Greg Van Avermaet  | Amaury Capiot             |
| 2021                               | Quinn Simmons          | Stan Dewulf        | Alexis Renard             |
| 2022                               | Loïc Vliegen           | Mattias Skjelmose  | Lorenzo Rota              |
| 2023                               | Filippo Ganna          | Joshua Tarling     | Brent Van Moer            |
| 2024                               | Matteo Trentin         | Corbin Strong      | Alex Kirsch               |
| 2025                               | Corbin Strong          | Mathias Vacek      | Oliver Knight             |

| Victoire | Nation             |
| -------- | ------------------ |
| 21       | Belgique           |
| 9        | Italie             |
| 4        | Pays-Bas           |
| 3        | Allemagne de l'Est |
| 3        | France             |
| 2        | Allemagne          |
| 2        | Nouvelle-Zélande   |
| 1        | Finlande           |
| 1        | Pologne            |
| 1        | Espagne            |
| 1        | Danemark           |
| 1        | Russie             |
| 1        | Slovénie           |
| 1        | Royaume-Uni        |
| 1        | États-Unis         |